# Torralba de Calatrava (ort)
Torralba de Calatrava är en ort i Spanien.   Den ligger i provinsen Provincia de Ciudad Real och regionen Kastilien-La Mancha, i den centrala delen av landet, 160 km söder om huvudstaden Madrid. Torralba de Calatrava ligger 622 meter över havet och antalet invånare är 2 993.
Terrängen runt Torralba de Calatrava är mycket platt. Runt Torralba de Calatrava är det ganska glesbefolkat, med 32 invånare per kvadratkilometer. Närmaste större samhälle är Ciudad Real, 15,7 km väster om Torralba de Calatrava. Trakten runt Torralba de Calatrava består till största delen av jordbruksmark.